# ジークスター東京
ジークスター東京（ジークスターとうきょう、英語: Zeekstar Tokyo）は、東京都を本拠地に活動するハンドボールクラブチーム。日本ハンドボールリーグ所属。運営はジークスタースポーツエンターテインメント株式会社（東京都品川区、2020年1月設立、フューチャー株式会社傘下）。

## クラブのミッション
ハンドボールを、新しいアリーナエンターテインメントに進化させ、人々に「驚き」「喜び」「感動」を提供する
「高いレベルのハンドボール観戦」と「子供たちへの運動機会の提供などの地域貢献活動」を通じて、 ファンや地域の人々に、日常では味わえない楽しさや喜びを体感できる場をつくります。

## クラブのビジョン
ハンドボールを観る人々のために
- 世界で通用するハンドボールクラブチームの実現
- 5年以内に日本一獲得／日本代表選手を輩出
- ハンドボール×ITによる高レベルのアリーナエンタテイメントの提供

ハンドボールをプレーする人々のために
- ジュニアからシニアまでプレーできる環境を整える
- ITテクノロジーの力で上達スピードの向上を実現する
- 世界に通用する選手を育てられる環境をつくる[1]

## チーム名の由来
ハンドボールの本場であるドイツで「勝利」を意味するジーク（Sieg)の響きから「ZEEK」が発想され、しっかりと“勝ち星＝STAR”を積み重ねる強いチームを目指すという強い意志が込められている。

## チームロゴの由来
ZEEKの「Z」とSTARの星形を合わせた、誰が見ても分かりやすいユニバーサルデザインは、シンプルでスマートに洗練された力強さを表現

## 歴史

### 日本リーグ参入まで
2018年1月に日本ハンドボールリーグ参入を目指すチーム東京トライスターズ（英語: Tokyo Tristars）として結成。1月20日にトライアウトを行い、監督には元日本代表の横地康介が就任。
2018年4月から活動を開始。2018-19年シーズンは第10回チャレンジ・ディビジョンに参加し、3位だった。
2019年7月に日本ハンドボールリーグの新規参入チームとして承認された。

### 日本リーグ

#### 2020ｰ21シーズン
2020年1月、より強く、かつ継続的なチーム運営を行うべく運営会社ジークスタースポーツエンターテインメント株式会社が設立。4月、日本リーグ参入を前にチーム名を「ジークスター東京」に改める。6月、日本代表選手として国際試合の経験も豊富で、日本リーグベスト7など数々の受賞歴を持つ甲斐昭人、信太弘樹、東長濱秀希が加入。
レギュラーシーズンを7位（7勝2分11敗）で終える。

#### 2021-22シーズン
2021年は小室大地、東江雄斗、土井レミイ杏利、小山哲也、橋本明雄が加入。9月にはフランス代表のリュック・アバロが加入した。

## 選手・スタッフ

### 現役選手
|                                               | #  | 国           | Pos. | 選手名               | 年齢 | 出身校               | 備考                              |
| ○                                             | 1  | 日本の旗     | GK   | 大山翔伍             | 22歳 | 筑波大学             | 2025年加入 (2024年度)             |
|                                               | 3  | 日本の旗     | LB   | 部井久アダム勇樹     | 26歳 | 中央大学             | 日本代表 (日韓定期戦 / PSGツアー) |
| ○                                             | 6  | 日本の旗     | LB   | 高橋颯汰             | 23歳 | 日本体育大学         | 2025年加入 (2024年度)             |
|                                               | 7  | 日本の旗     | LW   | 細川智晃             | 30歳 | 日本体育大学         |                                   |
|                                               | 8  | 日本の旗     | RW   | 元木博紀             | 33歳 | 日本体育大学         | 元日本代表                        |
| △                                             | 9  | 中華民国の旗 | RB   | 趙顯章               | 34歳 | 国立台湾体育運動大学 | 2025年度加入                      |
|                                               | 12 | 日本の旗     | GK   | 矢村裕斗             | 24歳 | 大阪体育大学         |                                   |
|                                               | 13 | 日本の旗     | RB   | 中村翼               | 25歳 | 中央大学             | 日本代表 (世界選手権)             |
| ○                                             | 17 | 日本の旗     | LB   | 泉本心               | 24歳 | 中央大学             | 2025年加入 (2024年度)             |
|                                               | 21 | 日本の旗     | GK   | 岩下祐太             | 34歳 | 早稲田大学           | 日本代表 (日韓定期戦 / PSGツアー) |
|                                               | 23 | 日本の旗     | PV   | ピサノライアン海夏人 | 24歳 | 中部大学             |                                   |
|                                               | 24 | 日本の旗     | LW   | 宮本辰弥             | 27歳 | 国士舘大学           |                                   |
|                                               | 27 | 日本の旗     | PV   | 玉川裕康             | 30歳 | 国士舘大学           | 日本代表 (世界選手権)             |
|                                               | 32 | 日本の旗     | PV   | 橋本明雄             | 32歳 | 関西大学             | 日本代表 (日韓定期戦 / PSGツアー) |
|                                               | 33 | 日本の旗     | LB   | 信太弘樹             | 36歳 | 日本体育大学         | 元日本代表                        |
|                                               | 35 | 日本の旗     | CB   | 小山哲也             | 31歳 | 日本体育大学         |                                   |
|                                               | 44 | 日本の旗     | RB   | 蔦谷大雅             | 25歳 | 中央大学             | 日本代表 (日韓定期戦 / PSGツアー) |
|                                               | 55 | 日本の旗     | CB   | 伊禮雅太             | 24歳 | 中央大学             |                                   |
|                                               | 66 | 日本の旗     | GK   | 甲斐昭人             | 38歳 | 日本体育大学         | 元日本代表                        |
|                                               | 77 | 日本の旗     | CB   | 東江雄斗             | 32歳 | 早稲田大学           | 元日本代表                        |
|                                               | 84 | 日本の旗     | RW   | 柴山裕貴博           | 33歳 | 大阪体育大学         | 元日本代表                        |
|                                               | 88 | 日本の旗     | RB   | 東長濱秀希           | 37歳 | 日本体育大学         | 元日本代表                        |
| 2025年8月14日更新 / ○は新人、△は移籍、□は復帰 |    |              |      |                      |      |                      |                                   |

| 入退団 (2024-25 ⇒ 2025-26) | 入退団 (2024-25 ⇒ 2025-26) | 入退団 (2024-25 ⇒ 2025-26) | 入退団 (2024-25 ⇒ 2025-26) | 入退団 (2024-25 ⇒ 2025-26) | 入退団 (2024-25 ⇒ 2025-26) | 入退団 (2024-25 ⇒ 2025-26) |
| -------------------------- | -------------------------- | -------------------------- | -------------------------- | -------------------------- | -------------------------- | -------------------------- |
| #                          | 国                         | Pos.                       | 選手名                     | 年齢                       | 前所属 / 去就              | 備考                       |
| 入団                       |                            |                            |                            |                            |                            |                            |
| 1                          | 日本の旗                   | GK                         | 大山翔伍                   | 23歳                       | 筑波大学                   | 2025年度内定選手           |
| 6                          | 日本の旗                   | LB                         | 高橋颯汰                   | 23歳                       | 日本体育大学               | 2025年度内定選手           |
| 9                          | 中華民国の旗               | RB                         | 趙顯章                     | 34歳                       | アル・アラビ               |                            |
| 17                         | 日本の旗                   | LB                         | 泉本心                     | 23歳                       | 中央大学                   | 2025年度内定選手           |
| 退団                       |                            |                            |                            |                            |                            |                            |
| 20                         | 日本の旗                   | LW                         | 高間アミン                 | 28歳                       |                            |                            |
| 29                         | 日本の旗                   | GK                         | 家田幹太                   | 29歳                       | 福井永平寺ブルーサンダー   |                            |
| 57                         | フランスの旗               | LB                         | ハムザ・カブロティ         | 30歳                       |                            |                            |

### スタッフ
| 役職              | 氏名     |
| オーナー          | 大賀智也 |
| 代表              | 黒田真一 |
| 監督              | 佐藤智仁 |
| コーチ            | 水野裕紀 |
| トレーナー        | 小澤英明 |
| トレーナー        | 小野理志 |
| トレーナー        | 斎藤裕子 |
| アナリスト        | 田口真夕 |
| マネージャー      | 髙宮悠子 |
| 2025年8月14日更新 |          |

## 成績

### チャレンジ・ディビジョン
| 年      | 順位 | 地区順位      |
| ------- | ---- | ------------- |
| 2018-19 | 3位  | 東ブロック3位 |
| 2019-20 | 2位  | 東ブロック2位 |

### 日本ハンドボールリーグ
| 年      | 順位 | レギュラーシーズン | レギュラーシーズン | レギュラーシーズン | レギュラーシーズン | レギュラーシーズン | レギュラーシーズン | レギュラーシーズン |
| 年      | 順位 | 順位               | 試                 | 勝                 | 分                 | 敗                 | 得点               | 失点               |
| ------- | ---- | ------------------ | ------------------ | ------------------ | ------------------ | ------------------ | ------------------ | ------------------ |
| 2020-21 | 7位  | 7位                | 20                 | 7                  | 2                  | 11                 | 508                | 498                |
| 2021-22 | 4位  | 3位                | 20                 | 16                 | 0                  | 4                  | 616                | 537                |
| 2022-23 | 3位  | 2位                | 22                 | 18                 | 2                  | 2                  | 730                | 577                |
| 2023-24 | 3位  | 3位                | 24                 | 18                 | 0                  | 6                  | 796                | 679                |
| 2024-25 | 3位  | 3位                | 26                 | 20                 | 4                  | 2                  | 819                | 662                |

### 大会・選手権
| 年     | 日本選手権   |
| ------ | ------------ |
| 2018年 | 準々決勝敗退 |
| 2019年 | -            |
| 2020年 | 準々決勝敗退 |
| 2021年 | 3位          |
| 2022年 | 3位          |
| 2023年 | 3位          |
| 2024年 | 3位          |